# Friedrich von Spiegel
Friedrich (von) Spiegel (Kitzingen, 11 luglio 1820 – Monaco di Baviera, 15 dicembre 1881) è stato un iranista tedesco.
Fu Socio corrispondente dell'Accademia di Monaco di Baviera (1848, membro a pieno titolo), di Berlino, di San Pietroburgo e dell'Institut de France.

## Biografia
Nato a Kitzingen, completò i suoi studi secondari ad Ansbach. Nel 1839 entrò nell'Università di Erlangen per compiervi studi di Teologia ma presto si orientò, dopo aver conosciuto il poeta e orientalista Friedrich Rückert (1788-1866), verso lo studio della letteratura persiana in particolare e degli studi sull'Oriente in genere. Proseguì i suoi studi nell'Università di Lipsia, con Fleischer e Brockhaus, poi nell'Università di Bonn con Christian Lassen e Johann Gildemeister. Grazie a quest'ultimo, imparò il Pali. Utilizzando una copia di un manoscritto conservato a Parigi e fatta di suo pugno da Lassen, il futuro orientalista pubblicò nel 1841 il testo originale del Kammavākyam, liber de officiis sacerdotum Buddhicorum, che tratta una regola dei monaci buddisti, e la sua traduzione in lingua latina dei primi cinque capitoli di questo testo. Grazie a questo lavoro, poté terminare nel novembre 1842 i suoi studi nell'Università di Jena. Spiegel passò gli anni successivi a frequentare le biblioteche orientalistiche di Parigi, Copenaghen, Londra e Oxford. Dal 1849 al 1890 fu professore di Lingue orientali nell'Università di Erlangen.
La pubblicazione del Kammavākyam e degli «Anecdota Palica» (1845), furono il risultato degli studi di Spiegel nel campo della lingua pali, e a aprirono prospettive nuove per lo studio del Buddismo meridionale. Presto lo studioso si dedicò allo studio dello Zoroastrismo e dell'Avestā. Fu così che nel 1851 Spiegel cominciò a dare alle stampe e una serie di studi critici in due tomi di testi avestici con la loro traduzione in pahlavi (1853-1858) e poi la loro traduzione in tre tomi in tedesco (1852-1863), alla quale aggiunse dei commentari (1865-1869). Spiegel fa pubblicare numerosi lavori che trattano la lingua persiana, come grammatiche del persiano antico e dell'avestico, cui seguì una serie di pubblicazioni sulla linguistica e l'archeologia, come Die altpersischen Keilinschriften (1862), Erân (1863), Erânische Altertumskunde (1871-1878), Vergleichende Grammatik der alterânischen Sprachen (1882), o Die arische Periode und ihre Zustände (1887).
Spiegel trasmette la sua passione per l'Avesta e per il canone pali ai suoi discepoli. Uno dei più notevoli fu il futuro professore Wilhelm Geiger (1856-1943).

## Opere
- Kammavâkya. Liber de officiis sacerdotum Buddhicorum (Bonn, 1841)
- Anecdota palica (Leipzig, 1845)
- Kommentar über das Avesta (Lipsia, 1865-1869, 2 voll.)
- Grammatik der altbaktrischen Sprache (Lipsia, 1867)
- Chrestomathia persica (Lipsia, 1845)
- Grammatik der Pârsisprache (Lipsia, 1851)
- Einleitung in die traditionellen Schriften der Parsen (Lipsia, 1856-1860, 2 vols.)
- Die altpersischen Keilinschriften im Grundtext, mit Übersetzung, Grammatik und Glossar (Lipsia, 1862, 2ª ed., 1881)
- Erân, das Land zwischen dem Indus und Tigris (Berlino, 1863)
- Arische Studien (Lipsia, 1873)
- Erânischen Altertumskunde (Lipsia, 1871-1878, 3 voll.)
- Vergleichende Grammatik der alterânischen Sprachen (Lipsia, 1882)
- Die arische Periode und ihre Zustände (Lipsia, 1887)